# Прва савезна лига Југославије у фудбалу 1973/74.

Прва савезна лига Југославије је била највиши ранг фудбалског такмичења у Југославији 1973/74. године и 46. сезона по реду у којој је организовано првенство у фудбалу. Титулу је освојио Хајдук из Сплита, освојивши пету послератну, а укупно седму титулу, захваљујући бољој гол-разлици од другопласирано Вележа. Из лиге су испали бањалучки Борац и Загреб.

## Учесници првенства
У фудбалском првенство Југославије у сезони 1973/74. је учествовало укупно 18 тимова, од којих су 7 из СР Србије, 6 из СР Босне и Херцеговине, 3 из СР Хрватске, и по 1 из СР Словеније и СР Македоније.
- Бор
- Борац, Бања Лука
- Вардар, Скопље
- Вележ, Мостар
- Војводина, Нови Сад
- Динамо, Загреб
- Жељезничар, Сарајево
- Загреб
- Олимпија, Љубљана
- ОФК, Београд
- Партизан, Београд
- Пролетер, Зрењанин
- Раднички, Ниш
- Сарајево
- Слобода, Тузла
- Хајдук, Сплит
- Црвена звезда, Београд
- Челик, Зеница

## Табела
| Место | Клуб                | мечева | победа | нерешених | пораза | дати голови | примљени голови | гол разлика | бодова |
| ----- | ------------------- | ------ | ------ | --------- | ------ | ----------- | --------------- | ----------- | ------ |
| 1     | Хајдук              | 34     | 18     | 9         | 7      | 52          | 24              | +32         | 45     |
| 2     | Вележ               | 34     | 19     | 7         | 8      | 54          | 34              | +30         | 45     |
| 3     | Црвена звезда       | 34     | 19     | 5         | 10     | 72          | 46              | +26         | 43     |
| 4     | Партизан            | 34     | 12     | 13        | 9      | 41          | 33              | +8          | 37     |
| 5     | ОФК                 | 34     | 13     | 9         | 12     | 35          | 32              | +3          | 35     |
| 6     | Челик               | 34     | 12     | 11        | 11     | 30          | 28              | +2          | 35     |
| 7     | Динамо              | 34     | 12     | 9         | 13     | 34          | 33              | +1          | 33     |
| 8     | Жељезничар          | 34     | 10     | 12        | 12     | 39          | 39              | 0           | 32     |
| 9     | Слобода             | 34     | 8      | 16        | 10     | 34          | 38              | -4          | 32     |
| 10    | Олимпија            | 34     | 11     | 10        | 13     | 36          | 42              | -6          | 32     |
| 11    | Вардар              | 34     | 12     | 7         | 15     | 38          | 40              | -2          | 31     |
| 12    | Војводина           | 34     | 10     | 11        | 13     | 33          | 37              | -3          | 31     |
| 13    | Пролетер            | 34     | 13     | 5         | 16     | 36          | 48              | -12         | 31     |
| 14    | Сарајево            | 34     | 11     | 9         | 14     | 29          | 42              | -13         | 31     |
| 15    | Раднички Н.         | 34     | 11     | 9         | 14     | 29          | 43              | -14         | 31     |
| 16    | Бор                 | 34     | 13     | 5         | 16     | 32          | 49              | -17         | 31     |
| 17    | Борац               | 34     | 8      | 14        | 12     | 43          | 43              | 0           | 30     |
| 18    | Загреб              | 34     | 9      | 9         | 14     | 28          | 44              | -16         | 27     |
|       | Раднички Крагујевац |        |        |           |        |             |                 |             |        |
|       | Ријека              |        |        |           |        |             |                 |             |        |

Најбољи стрелац лиге: Данило Попивода (Олимпија) - 17 golova.

## Освајaч лиге
ХАЈДУК СПЛИТ (тренер:Томислав Ивић)
играчи:
- Ризах Мешковић
- Марин Куртела
- Јошко Дупланчић
- Марио Бољат
- Шиме Лукетин
- Иван Буљан
- Ведран Рожић
- Славиша Жунгул
- Дражен Мужинић
- Бранко Облак
- Јурица Јерковић
- Ивица Шурјак

| Првак Југославије у фудбалу 1973/74. |
| ------------------------------------ |
| Хајдук 7. титула (5. у СФРЈ)         |